# Helmut Petz
Helmut Petz (* 26. April 1957 in München) ist ein deutscher Jurist und ehemaliger Richter am deutschen Bundesverwaltungsgericht. Seit 2020 ist er Landrat des Landkreises Freising.
Helmut Petz schloss seine juristische Ausbildung 1986 mit dem Zweiten Juristischen Staatsexamen ab. Bereits während der Ausbildung war er an der Ludwig-Maximilians-Universität München ab 1983 als wissenschaftliche Hilfskraft tätig und wurde dann Akademischer Rat. Als Akademischer Rat war er bis 1993 an der Universität München tätig. 1994 begann er dann seine Karriere als Richter, zunächst am Verwaltungsgericht München. 1996 bis 1998 war er als abgeordneter wissenschaftlicher Mitarbeiter am Bundesverfassungsgericht tätig und wurde hiernach beim Landratsamt Freising, beim Bayerischen Staatsministerium des Innern und in der Bayerischen Staatskanzlei eingesetzt. 2003 wurde er dann Richter am Bayerischen Verwaltungsgerichtshof. Am 2. Dezember 2008 trat er den Dienst im 4. Revisionssenat des Bundesverwaltungsgerichtes an.
Neben seiner richterlichen Tätigkeit war Helmut Petz auch noch Lehrbeauftragter bei der Universität in München. Er ist verheiratet und Vater von drei Söhnen.
Helmut Petz war bis 2001 SPD-Mitglied und unter anderem als Juso-Kreisvorsitzender des Münchener Bezirks Feldmoching-Hasenbergl aktiv.
Im Vorfeld der Kommunalwahl 2002 ist er aus der SPD ausgetreten, um als überparteilicher Kandidat von CSU, SPD und der Wählervereinigung Einigkeit Goldach für das Bürgermeisteramt in der Gemeinde Hallbergmoos anzutreten. Bei der Wahl unterlag Helmut Petz dem damaligen Amtsinhaber Klaus Stallmeister von den Freien Wählern Hallbergmoos.
Bei den Kommunalwahlen in Bayern 2020 bewarb sich Petz um das Amt des Landrates im Landkreis Freising, er kandidiert für die Freien Wähler. Im ersten Wahldurchgang erreichte er hinter Manuel Mück (CSU) mit 22,9 % am zweitmeisten Stimmen. In der Stichwahl am 29. März wurde er mit 59,7 % der Stimmen zum Nachfolger von Josef Hauner als Landrat gewählt und übernahm von diesem am 1. Mai 2020 das Amt.